# SABEI

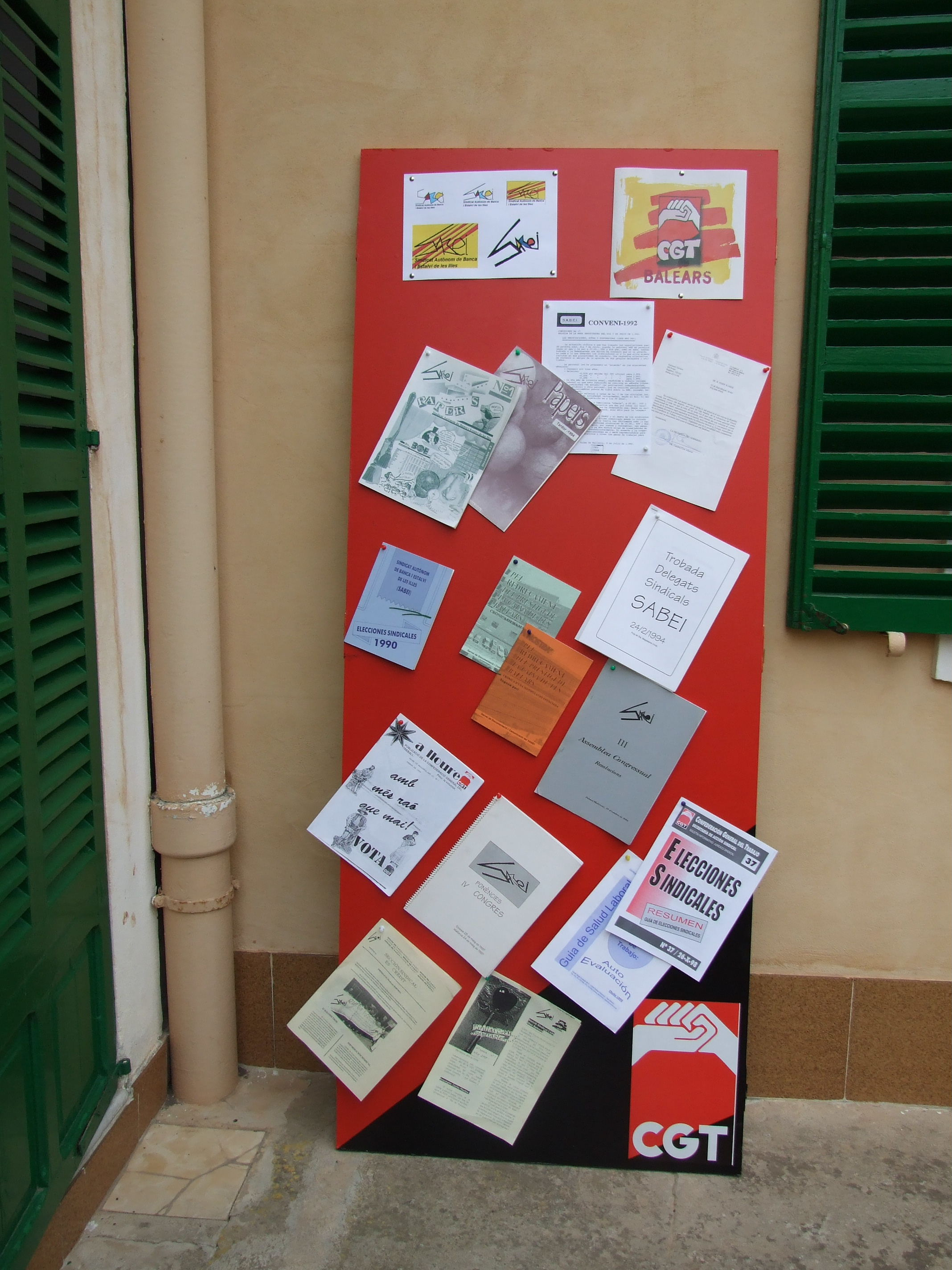
Logotip del SABEI al V Congrés de CGT Balears

El SABEI (inicials de Sindicat Autònom de Banca i Estalvi de les Illes) és un sindicat de banca, estalvi, i assegurances que es va fundar a Palma (Illes Balears) per uns 40 treballadors a l'estiu de 1989. En un principi, la majoria d'aquests sindicalistes provenien del sector financer i de Comissions Obreres i es va fundar a causa de les divergències en el funcionament de la direcció de la coalició sindical esmentada, i més precisament, degut al referèndum sobre el conveni de banca subscrit el 4 de febrer de 1988, en el que la majoria de treballadors va rebutjar el preacord de conveni col·lectiu, però que la direcció de la federació de Banca de Comissions Obreres va signar. Es va crear en una assemblea el 20 de juny de 1989.
La primera executiva estava formada per Josep Juàrez Alvarez, Sebastià Ferrer Xamena, Pep Oliver Vaquer, José Juan Bernabé i Onofre Tous Ramis.
Només un any després de la seva fundació va obtenir un 40% de vots a les eleccions sindicals del sector a les Illes Balears.
El SABEI va intervenir en la readmissió de 21 acomiadats del BBVA l'any 1994, en la dimissió del President de la Caixa de Balears “Sa Nostra” el 1996, i amb diverses fusions de bancs i caixes (Caixa d'Estalvis del Mediterrani, Caja Madrid, i d'altres). El SABEI està actualment agermanat amb la CGT, gràcies en aquesta associació ha superat el 10% de representativitat del sector bancari.